# Beltjin
Beltjin (bulgariska: Белчин) är ett distrikt i Bulgarien.   Det ligger i kommunen Obsjtina Samokov och regionen Sofijska oblast, i den västra delen av landet, 40 kilometer söder om huvudstaden Sofia.
Trakten runt Beltjin består till största delen av jordbruksmark. Runt Beltjin är det ganska glesbefolkat, med 38 invånare per kvadratkilometer.